# Associazione Sportiva Sorrento 1982-1983
Questa voce raccoglie le informazioni riguardanti il Sorrento nelle competizioni ufficiali della stagione 1982-1983.

## Divise e sponsor
| Casa |

## Rosa
| N. |                   | Ruolo | Calciatore             |
| -- | ----------------- | ----- | ---------------------- |
|    | Italia (bandiera) | C     | Antonino Astarita      |
|    | Italia (bandiera) | D     | Massimo Bigotto        |
|    | Italia (bandiera) | D     | Beniamino Borchiellini |
|    | Italia (bandiera) | A     | Emanuele Celano        |
|    | Italia (bandiera) | D     | Daniele Chisari        |
|    | Italia (bandiera) | A     | Giuseppe Contino       |
|    | Italia (bandiera) | A     | Giuseppe Cuomo         |
|    | Italia (bandiera) | D     | Flavio D'Aquino        |
|    | Italia (bandiera) |       | D'Auria                |
|    | Italia (bandiera) | D     | Carlo De Gregorio      |
|    | Italia (bandiera) | C     | Giuliano Duranti       |

| N. |                   | Ruolo | Calciatore         |
| -- | ----------------- | ----- | ------------------ |
|    | Italia (bandiera) | A     | Salvatore Esposito |
|    | Italia (bandiera) | D     | Massimo Gargiulo   |
|    | Italia (bandiera) | D     | Valerio Gazzaneo   |
|    | Italia (bandiera) | C     | Bruno Govetto      |
|    | Italia (bandiera) | D     | Pino La Scala      |
|    | Italia (bandiera) | C     | Francesco Sampino  |
|    | Italia (bandiera) | D     | Mario Serratore    |
|    | Italia (bandiera) | C     | Antonino Silvestri |
|    | Italia (bandiera) | C     | Francesco Taiano   |
|    | Italia (bandiera) | D     | Roberto Vichi      |
|    | Italia (bandiera) | P     | Enzo Zanin         |

## Risultati

### Campionato

#### Girone di andata
| 19 settembre 1982 1ª giornata | Frattese | 1 – 1 | Sorrento |  |

| 26 settembre 1982 2ª giornata | Sorrento | 0 – 0 | Marsala |  |

| 3 ottobre 1982 3ª giornata | Latina | 0 – 0 | Sorrento |  |

| 10 ottobre 1982 4ª giornata | Alcamo | 1 – 0 | Sorrento |  |

| 17 ottobre 1982 5ª giornata | Sorrento | 0 – 0 | Messina |  |

| 24 ottobre 1982 6ª giornata | Frosinone | 1 – 0 | Sorrento |  |

| 31 ottobre 1982 7ª giornata | Sorrento | 2 – 1 | Siracusa |  |

| 7 novembre 1982 8ª giornata | Licata | 1 – 1 | Sorrento |  |

| 14 novembre 1982 9ª giornata | Sorrento | 1 – 0 | Potenza |  |

| 21 novembre 1982 10ª giornata | Sorrento | 0 – 0 | Banco di Roma |  |

| 28 novembre 1982 11ª giornata | Palmese | 1 – 0 | Sorrento |  |

| 5 dicembre 1982 12ª giornata | Sorrento | 0 – 0 | Grumese |  |

| 12 dicembre 1982 13ª giornata | Turris | 0 – 1 | Sorrento |  |

| 19 dicembre 1982 14ª giornata | Casoria | 2 – 0 | Sorrento |  |

| 9 gennaio 1983 15ª giornata | Sorrento | 2 – 0 | Gioiese |  |

| 16 gennaio 1983 16ª giornata | Akragas | 3 – 0 | Sorrento |  |

| 23 gennaio 1983 17ª giornata | Sorrento | 1 – 1 | Ercolanese |  |

#### Girone di ritorno
| 30 gennaio 1983 18ª giornata | Sorrento | 2 – 0 | Frattese |  |

| 6 febbraio 1983 19ª giornata | Marsala | 3 – 0 | Sorrento |  |

| 13 febbraio 1983 20ª giornata | Sorrento | 1 – 0 | Latina |  |

| 20 febbraio 1983 21ª giornata | Sorrento | 2 – 1 | Alcamo |  |

| 27 febbraio 1983 22ª giornata | Messina | 2 – 1 | Sorrento |  |

| 6 marzo 1983 23ª giornata | Sorrento | 0 – 1 | Frosinone |  |

| 13 marzo 1983 24ª giornata | Siracusa | 1 – 0 | Sorrento |  |

| 20 marzo 1983 25ª giornata | Sorrento | 2 – 0 | Licata |  |

| 2 aprile 1983 26ª giornata | Potenza | 1 – 1 | Sorrento |  |

| 10 aprile 1983 27ª giornata | Banco di Roma | 1 – 0 | Sorrento |  |

| 17 aprile 1983 28ª giornata | Sorrento | 1 – 1 | Palmese |  |

| 1º maggio 1983 29ª giornata | Grumese | 2 – 2 | Sorrento |  |

| 8 maggio 1983 30ª giornata | Sorrento | 1 – 2 | Turris |  |

| 15 maggio 1983 31ª giornata | Sorrento | 1 – 0 | Casoria |  |

| 22 maggio 1983 32ª giornata | Gioiese | 1 – 0 | Sorrento |  |

| 29 maggio 1983 33ª giornata | Sorrento | 1 – 0 | Akragas |  |

| 5 giugno 1983 34ª giornata | Ercolanese | 1 – 1 | Sorrento |  |